# 高喜
高喜（こうき）はかつて存在した茨城県石岡市に本社を置く衣料品チェーンである。

## 概要

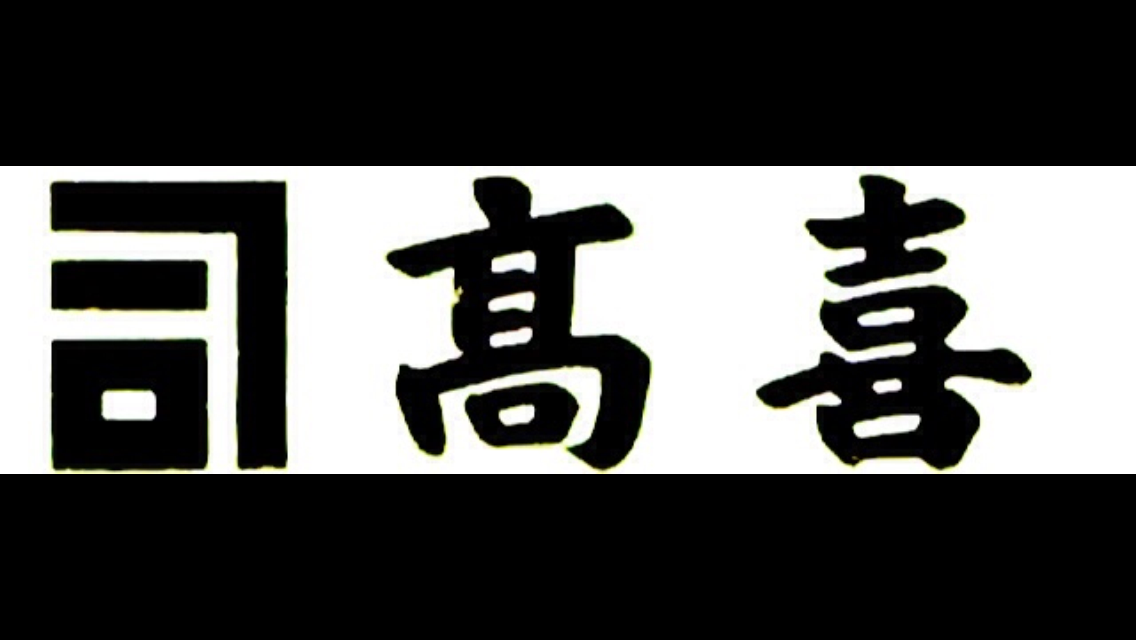
創業当初から使われていたロゴ。

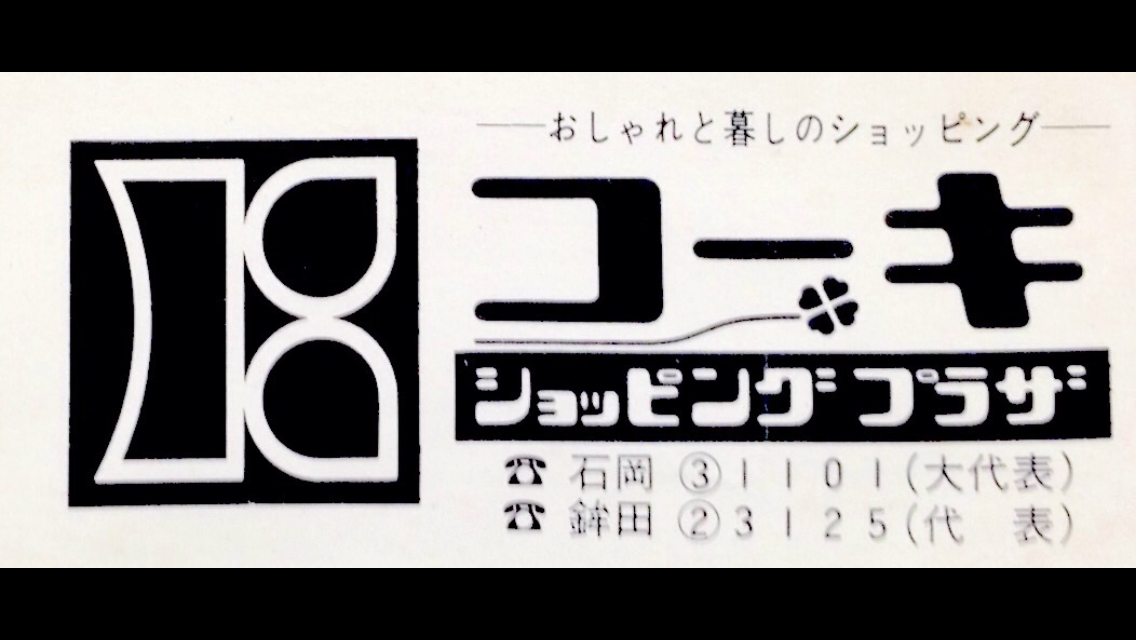
コーキショッピングプラザ開店に伴い使用が開始された新ロゴ。

1670年（寛文10年）、高野喜兵衛が「高喜呉服店」という名前で呉服店を創業する。その後1950年（昭和25年）、「株式会社高喜」として法人化し、初代社長に高野正衛が就任（資本金は50万円）。
江戸時代には江戸から仙台にかけて最大の呉服商として名を知られた。ところが、1929年（昭和4年）3月14日の石岡大火により、「石岡町市街の防火壁」とも呼ばれていた高喜の店舗、倉庫共に数棟が全焼。すぐに復興し、従来の呉服・寝具・洋品の他に服地袋物等を取り扱う総合衣料品店となった。また、戦時中は海軍省指定の被服工場などになった。戦後間もなく物資が出回り始めた頃に法人化し、株式会社高喜となった。
1970年（昭和45年）12月17日、高喜を婦人服・肌着などを取り扱う総合衣料品スーパー「コーキショッピングプラザ」に建て替えオープン。同時にロゴも一新。
キャッチフレーズは「おしゃれと暮しのショッピング」。フロア構成は以下の通り。
- 1階
  - スーパーマーケットとしてセイブが入居し、当時では珍しい果物や野菜、新商品等を取り扱っていた。ソフトクリーム店、ファーストフード店も入居。セイブ撤退後はヤックスが出店した。
- 2階・3階
  - 衣料品や雑貨のフロア。サンリオショップ等も入居。
- 4階
  - レストランフロア。
- 屋上
  - ゲームコーナー（ナムコ）があった。

1967年（昭和42年）、鉾田町（現在の鉾田市）に出店。
1974年（昭和49年）、真壁郡（現在の桜川市）に「コーキ真壁ショッピングプラザ」開店を皮切りにチェーン店となり、その後も県内各地に進出。1980年代や1990年代になると店舗を進出させる他にショッピングセンターにも出店していた。ピーク時は茨城県だけでなく栃木県、群馬県、千葉県、埼玉県にも出店し、約30店舗を出店していた。売上高も100億円を越えることもあった。
1987年（昭和62年）にCIを導入し、
1988年（昭和63年）にはロゴマークや意匠デザイナーを変更した。
キャッチフレーズは「素/敵/な/暮/ら/し/の/交/差/点」。
1990年（平成2年）につくばオフィス（つくば三井ビル）、青山オフィスを開設。
しかし、バブル経済崩壊後、過大な出店政策が裏目に出たうえ、消費低速による売上不振が原因で業績が悪化。全国展開する大手衣料品店との競争も悪化し、1999年8月にあった売り上げの86億円が2001年8月には45億円にまで落ち込んでいた。そのため、店舗の閉鎖やリストラを進めていた。
2002年（平成14年）2月8日、高野輝也社長は水戸地裁土浦支部に自己破産を申し立てた。負債額は71億7500万円。同日午前、開店を待つお客様の前で自己破産を伝える貼り紙を貼り、332年の歴史に幕を閉じた。
本店ビルはその後解体され更地となり、跡地にはツルハドラッグが出店している。

## 沿革
- 1670年（寛文10年）- 高喜呉服店として創業
- 1929年（昭和4年） - 石岡大火で店舗、石蔵共に全焼
- 1949年（昭和24年） - 株式会社高喜設立
- 1966年（昭和41年） - 石岡店増床オープン
- 1967年（昭和42年） - 鉾田店開店
- 1970年（昭和45年）12月17日 - 今までの店舗を解体し、4階建のデパート「石岡コーキショッピングプラザ」として開店
- 1974年（昭和49年） - 「コーキ真壁ショッピングプラザ」開店
- 1976年（昭和51年） - 石岡配送センターを開設
- 1980年（昭和55年） - 「小川ショッピングセンターサンプラザ」の核テナントとして出店
- 1981年（昭和56年） - 「鹿嶋ショッピングセンターサンポート」の核テナントとしてタイヨーと共に出店
- 1982年（昭和57年） - 神立店開店
- 1983年（昭和58年） - TQC導入
- 1985年（昭和60年） - 江戸崎店、新治店、波崎店開店（江戸崎店と波崎店はタイヨーと共に出店）
- 1987年（昭和62年） - 「ショッピングモールサビア横芝」の核テナントとして、いなげやと共に出店（千葉県初進出）、CI導入
- 1988年（昭和63年） - ロゴマーク、意匠デザイナーを一新。タイヨー竜ヶ崎店の敷地内に竜ヶ崎店を開店、FREE-1を「鉾田リビング館」に開店
- 1990年（平成2年） - 高根沢店を開店（栃木県初進出）、つくばオフィス、青山オフィス開設
- 1992年（平成4年） - 「ショッピングセンターしんとねCOM」の核テナントとして、いなげやと共にオープン
- その後も群馬県、埼玉県に進出。
- 1995年（平成7年） - 「つくばショッピングセンターアッセ」核テナントとしてカスミと共にオープン
- 2002年（平成14年） - 経営破綻し、全店舗閉店

## 過去に存在した店舗
- 石岡店（本店）
- 石岡府中店[注 2]
- 鹿嶋店（ショッピングセンターサンポート鹿島内）[注 3]
- 真壁店
- 小川店（ショッピングセンターサンプラザ核店舗としてやまうちストアーと共に出店）
- 小川玉里店（玉里ショッピングモールアスタ内）
- 神立店
- 鉾田店
- コーキ鉾田リビング館（鉾田店とは別店舗）
- FREE-1
- 新治店
- 江戸崎店[注 4]
- 波崎店
- 横芝店（ショッピングセンターサビア横芝内）
- 竜ヶ崎店[注 5]
- つくば店（ショッピングセンターASSEアッセ内）
- 高根沢店
- 大宮店
- 小金井店
- グリーンプラザ自治医大店
- 新利根しんとねコム店
- 北本店
- 館林店
- 麻生店（セイミヤモール内）
- 宇都宮越戸店
- 西白井店
- 野田みずき店
- 新桐生店（フレッセイ新桐生店内）
- 常陸大田店
- おゆみ野店